# 平野屋小八
平野屋 小八（ひらのや こはち、生没年不詳）とは江戸時代の江戸の地本問屋。

## 来歴
丸平と号す。正徳から元文ころにかけて江戸の人形町において地本問屋を営業している。主に鳥居清倍の漆絵を出版している。

## 作品
- 鳥居清倍 「瀬川菊之丞のはん女」 細判 漆絵 享保18年（1733年）3月中村座『妻恋隅田川』に取材
- 鳥居清倍 「荻野伊三郎のなりひらの大次郎」 細判 漆絵 元文2年（1737年）正月中村座『百遊紋日抱取』に取材